# Amt Aub
Das Amt Aub mit Walkershofen war ein Amt des Hochstifts Würzburg.

## Geschichte
Kern der Machtausübung im Gebiet war die Burg Aub. Aus deren Zubehör bildete sich im Rahmen der Territorialisierung das Amt Aub. Dieses war im Besitz von Hohenlohe. Nach deren Aussterben entstand um 1390 eine Ganerbschaft. Eine Hälfte fiel den Herren von Weinsberg zu. Durch Heirat geriet die Hälfte in den Besitz der Grafen von Königstein. Dieser Königsteiner Anteil kam 1521 unter Konrad II. von Thüngen an Würzburg. Ein Viertel des Amtes gehörte den Truchseß von Baldersheim und kam 1602 als erledigtes Lehen an Würzburg. Das letzte Viertel gehörte den Rosenberg. Dieser Anteil kam 1632 an Würzburg und 1649 mit dem Westfälischen Frieden an die Kurpfalz (Oberamt Boxberg). 1668 wurde es an den Deutschen Orden abgetreten.
Die Statistik des Hochstiftes Würzburg von 1699 nennt 260 Untertanen in einer Stadt und 11 Dörfern. Als jährliche Einnahmen des Hochstiftes aus dem Amt wurden abgeführt (Schatzung): 62 Reichstaler, 12 Batzen, Akzise und Ungeld: 223 fl und Rauchpfund: 233 Pfund.
Nach dem Übergang an Kurpfalz-Bayern 1802 wurde das Amt aufgehoben, die Orte wurden dem Landgericht Röttingen zugeordnet.

## Umfang
Zum Amt gehörten neben der Stadt Aub die Ortschaften Walkershofen, Gülchsheim, Hemmersheim (Vogtei geteilt zwischen Würzburg und dem Deutschen Orden), Lipperichshausen (gehörte ursprünglich zum Amt Röttingen), Oellingen, Pfallenheim, Rotheim und Sächselbach. Im Amt verwaltet wurden auch die würzburgischen Rechte in Gollachostheim, Herrnberchtheim, Martinsheim, Oberickelsheim.

### Cent
Bis auf Walkershofen gehörten alle Amtsorte auch zur würzburgischen Cent Aub. Hinzu kamen noch Waldmannshofen, Geißlingen, Lemmersmühl, Lautzenmühl, Lautzenmühl bei Aub, Ostheim an der Gollach, Osthausen und Steinmühl bei Pfahlenheim.
Auf der Südseite des Rathauses befindet sich der Pranger. Die Richtstätte befand sich auf dem Galgenberg. Als Flurnamen weisen „Galgenberg“ und „Am Galgenberg“, etwa 1000 Meter ostnordöstlich der Ortsmitte darauf hin.